# Cadaujac
Cadaujac é uma comuna francesa na região administrativa da Nova Aquitânia, no departamento de Gironda. Estende-se por uma área de 15,33 km². Em 2010 a comuna tinha 6 285 habitantes (densidade: 410 hab./km²).